# Piatra Andreaua
Piatra Andreaua (monument al naturii) este o arie protejată de interes național ce corespunde categoriei a III-a IUCN (rezervație naturală de tip geologic și peisagistic) situată în județul Gorj, pe teritoriul administrativ al orașului Tismana.

## Localizare
Aria naturală se află în Munții Vâlcan (arealul Motru-Vâlcan) în extremitatea vestică a județului Gorj, în partea sud-estică a satului Sohodol.

## Descriere
Rezervația naturală Piatra Andreaua cu o suprafață de 1 ha. a fost declarată arie protejată prin Legea Nr.5 din 6 martie 2000 (privind aprobarea Planului de amenajare a teritoriului național - Secțiunea a III-a - zone protejate) și reprezintă o zonă în al cărei teritoriu se găsește o stâncă (formațiune geologică de forma unor mâini împreunate pentru rugăciune) declarată monument natural.